# 磁岛
磁岛（英語：Magnetic Island）是与澳大利亚昆士兰州汤斯维尔市隔海相望的一个岛屿。位于克利夫兰湾，总面积52平方公里，地形多山。它是汤斯维尔市城区之一，永居人口共2107人。

## 旅游
磁岛是著名的度假胜地。岛上有占地27平方公里的国家公园与鸟类保护区，亦有众多徒步小径与供游客参观的二战堡垒。岛上基础设施由汤斯维尔市议会管理。

## 交通
可从汤斯维尔乘船至奈利湾抵达。

## 名人
- 朱利安·保羅·阿桑奇，维基解密創辦人與主編